# Liste der Monuments historiques in Saint-Vit
Die Liste der Monuments historiques in Saint-Vit führt die Monuments historiques in der französischen Gemeinde Saint-Vit auf.

## Liste der Immobilien
| Bezeichnung               | Beschreibung                                | Standort                        | Kennzeichnung | Schutzstatus | Datum | Bild           |
| ------------------------- | ------------------------------------------- | ------------------------------- | ------------- | ------------ | ----- | -------------- |
| Wohnhaus                  | ab dem 16. Jahrhundert                      | 23 rue Charles-de-Gaulle (Lage) | PA00101724    | Inscrit      | 1986  |                |
| Wohnhaus des Postmeisters | aus der zweiten Hälfte des 18. Jahrhunderts | 11 rue Charles-de-Gaulle (Lage) | PA00101725    | Inscrit      | 1977  | weitere Bilder |

## Liste der Objekte
| Bezeichnung                    | Beschreibung | Standort                    | Kennzeichnung | Schutzstatus | Datum | Bild |
| ------------------------------ | --- | --------------------------- | ------------- | ------------ | ----- | ---- |
| Treppengeländer im Glockenturm | Holz, 18. Rahrhundert | in der Kirche St-Vit (Lage) | PM25001325    | Classé       | 1979  |      |
| Maria-Rosenkranz-Altar         | rechter Seitenaltar; Altartisch, Retabel und Gemälde; Holz, farbig gefasst und vergoldet, Ölfarbe auf Holz, 18. Jahrhundert                         | in der Kirche St-Vit (Lage) | PM25001326    | Classé       | 1982  |      |
| Gemälde Mariä Verkündigung     | Ölfarbe auf Holz, datiert 1632 | in der Kirche St-Vit (Lage) | PM25001327    | Classé       | 1982  |      |
| Gemälde Anbetung der Könige    | Ölfarbe auf Holz, datiert 1632 | in der Kirche St-Vit (Lage) | PM25001328    | Classé       | 1982  |      |
| Gemälde Mariä Himmelfahrt      | Ölfarbe auf Holz, datiert 1632 | in der Kirche St-Vit (Lage) | PM25001329    | Classé       | 1982  |      |
| Gemälde Anna selbdritt         | Ölfarbe auf Holz, datiert 1632 | in der Kirche St-Vit (Lage) | PM25001330    | Classé       | 1982  |      |
| Gemälde Heiliger Claudius      | Ölfarbe auf Leinwand, 17. Jahrhundert | in der Kirche St-Vit (Lage) | PM25001332    | Classé       | 1982  |      |
| Skulptur Heiliger Stefan (?)   | Marmor, farbig gefasst, Anfang des 16. Jahrhunderts                                                                                                 | in der Kirche St-Vit (Lage) | PM25001333    | Classé       | 1982  |      |
| Gemälde Heiliger Sebastian     | Ölfarbe auf Leinwand, 17. Jahrhundert | in der Kirche St-Vit (Lage) | PM25001562    | Classé       | 1992  |      |
| Hauptaltar                     | Altartisch, Tabernakel, Retabel, Gemälde und zwei Skulpturen; Holz, farbig gefasst und vergoldet, Ölfarbe auf Leinwand, 18. Jahrhundert; demontiert | in der Kirche St-Vit (Lage) | PM25001725    | Classé       | 1982  |      |
| Gemälde Emmausjünger           | Ölfarbe auf Leinwand, vergoldeter Holzrahmen, 19. Jahrhundert                                                                                       | in der Kirche St-Vit (Lage) | PM25002379    | Inscrit      | 1992  |      |
| Skulptur Heiliger Vitus        | Holz, 18. Jahrhundert | in der Kirche St-Vit (Lage) | PM25002380    | Inscrit      | 1988  |      |
| Grabstein für Jean Millonet    | Stein, bezeichnet 1435 | in der Kirche St-Vit (Lage) | PM25001324    | Classé       | 1916  |      |
| Gemälde Ecce homo              | Ölfarbe auf Leinwand, 17. Jahrhundert | in der Kirche St-Vit (Lage) | PM25001331    | Classé       | 1982  |      |